# Бредшоу (Західна Вірджинія)
Бредшоу (англ. Bradshaw) — місто (англ. town) в США, в окрузі Мак-Дауелл штату Західна Вірджинія. Населення — 207 осіб (2020).

## Географія
Бредшоу розташований за координатами 37°21′12″ пн. ш. 81°48′3″ зх. д. / 37.35333° пн. ш. 81.80083° зх. д. (37.353421, -81.800795).  За даними Бюро перепису населення США в 2010 році місто мало площу 2,07 км², з яких 2,00 км² — суходіл та 0,07 км² — водойми.

## Демографія
Згідно з переписом 2010 року, у місті мешкало 337 осіб у 131 домогосподарстві у складі 97 родин. Густота населення становила 163 особи/км².  Було 166 помешкань (80/км²).
Расовий склад населення:
| - 98,5 % — білих - 0,6 % — чорних або афроамериканців - 0,3 % — корінних американців |

До двох чи більше рас належало 0,6 %. Частка іспаномовних становила 0,0 % від усіх жителів.
За віковим діапазоном населення розподілялося таким чином: 25,8 % — особи молодші 18 років, 61,1 % — особи у віці 18—64 років, 13,1 % — особи у віці 65 років та старші. Медіана віку мешканця становила 40,6 року. На 100 осіб жіночої статі у місті припадало 95,9 чоловіків;  на 100 жінок у віці від 18 років та старших — 85,2 чоловіків також старших 18 років.
Середній дохід на одне домашнє господарство  становив 47 449 доларів США (медіана — 28 750), а середній дохід на одну сім'ю — 51 789 доларів (медіана — 28 864). За межею бідності перебувало 36,5 % осіб, у тому числі 46,7 % дітей у віці до 18 років та 20,9 % осіб у віці 65 років та старших.
Цивільне працевлаштоване населення становило 69 осіб. Основні галузі зайнятості: сільське господарство, лісництво, риболовля — 29,0 %, транспорт — 15,9 %, науковці, спеціалісти, менеджери — 11,6 %, роздрібна торгівля — 10,1 %.